# Луд съм по теб
„Луд съм по теб“ (на английски: Mad About You) е американски ситком, с участието на Пол Райзър и Хелън Хънт, които са в ролите на женена двойка в Ню Йорк.
Оригиналното излъчване е по NBC от 23 септември 1992 г. до 24 май 1999 г.
На 6 март 2019 г. е обявено, че ще има осми сезон с дванайсет епизода и ще бъде лимитирана поредица. На 5 септември 2019 става ясно, че първите шест епизода ще бъдат пуснати наведнъж на 20 ноември 2019 г., а останалите шест – на 18 декември 2019 г.

## В България
В България сериалът се излъчва по bTV с български дублаж. В него участват Меглена Караламбова, Петя Миладинова, Даниел Цочев и други.